# Bione
Bione är en ort och kommun i provinsen Brescia i regionen Lombardiet i Italien. Kommunen hade 1 362 invånare (2018).